# Sân bay quốc tế Senai

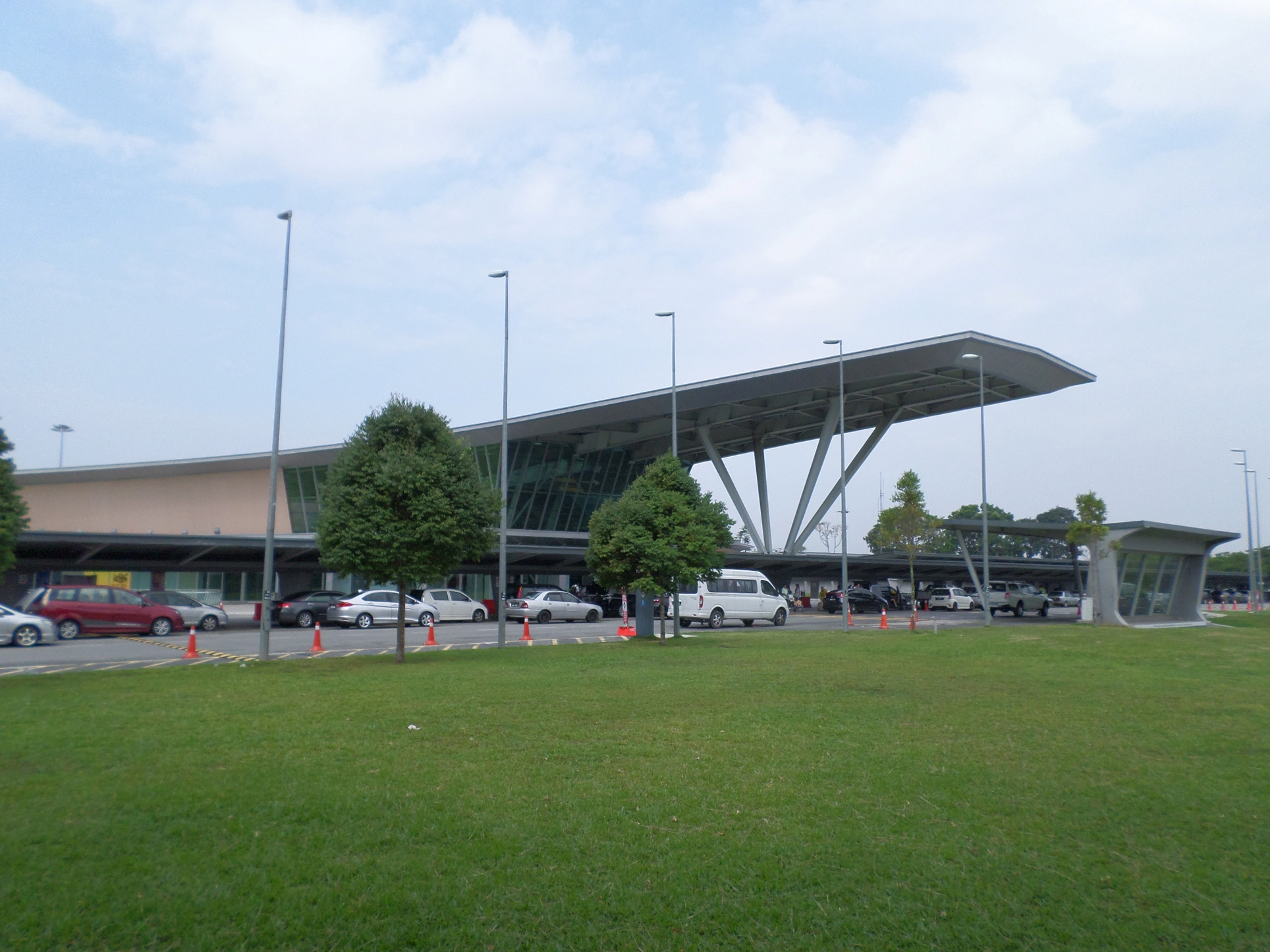
Sân bay quốc tế Senai

Sân bay quốc tế Senai (IATA: JHB, ICAO: WMKJ), cũng gọi la Sân bay quốc tế Sultan Ismail (tiếng Mã Lai: Lapangan Terbang Antarabangsa Sultan Ismail), là một sân bay tọa lạc tại Senai, gần Johor Bahru, Malaysia. Sân bay này phục vụ bang Johor cũng như các bang phía Nam của bán đảo Mã Lai, là một trong bốn trung tâm hoạt động của hãng  AirAsia, các sân bay kia là Sân bay Quốc tế Kuala Lumpur, sân bay quốc tế Kota Kinabalu và Sân bay Quốc tế Kuching.

## Các hãng hàng không và các điểm đến
- AirAsia (Bangkok-Don Mueang, Quảng Châu, Thành phố Hồ Chí Minh, Jakarta, Kota Kinabalu, Kuala Lumpur, Kuching, Miri, Penang, Sandakan, Sibu, Tawau)
- Firefly (Kuala Lumpur-Subang)
  - Indonesia AirAsia X (Surabaya)
- Malaysia Airlines (Kuala Lumpur)
- Malindo Air (Ipoh, Kuala Lumpur)